# Франц Ксавер фон Харах-Рорау
Франц Ксавер фон Харах-Рорау (на немски: Franz Xaver von Harrach-Rohrau-Kunewald; * 2 октомври 1732, Рейн при Кауб; † 15 февруари 1781) от старата австрийска фамилия фон Харах, е граф на Харах-Рорау-Танхаузен и Куневалд.

## Произход
Той е син на дипломата и индустриалеца граф Фридрих Август фон Харах-Рорау (1696 – 1749) и съпругата му принцеса Мария Елеонора Каролина фон Лихтенщайн (1703 – 1757), дъщеря на княз Антон Флориан фон Лихтенщайн (1656 – 1721) и графиня Елеонора Барбара Катарина фон Тун и Хоенщайн (1661 – 1723). Брат му Ернст Гуидо фон Харах-Рорау-Танхаузен (1723 – 1783) е едър индрустриалец, наследствен „щалмайтер“ в Австрия и „обер дер Енс“, императорски-кралски таен съветник и кемерер.

## Фамилия
Франц Ксавер се жени на 4 януари 1761 г. за графиня Мария Ребека фон Хоенемс (* 16 април 1742, Виена; † 19 април 1806, Виена), наследничка на Лустенау и Бистрау, внучка на граф Франц Вилхелм II фон Хоенемс (1654 – 1691), дъщеря на граф Франц Вилхелм Максимилиан „постумус“ фон Хоенемс (1692 – 1759) и графиня Мария Валбурга Ребека фон Вагеншперг (1720 – 1768). Те имат една дъщеря:
- Мария Валбурга Йозефа Кайетана фон Харах-Рорау (* 22 октомври 1762, Брюн, Моравия; † 25 май 1828, Кунин), омъжена на 12 септември 1779 г. за граф Клеменс фон Валдбург-Цайл (* 13 август 1753; † 10 март 1817), имперски наследствен трушсес, граф на Валдбург-Цайл в Лустенау и Хоенемс, бохемски „инколат“ (1 септември 1781), императорски кемерер на гербовете, син на наследствен трушсес, фрайхер Франц Антон фон Валдбург-Цайл-Траухбург (1714 – 1790)